# Te Atua Mou E
Te Atua Mou E ist die Nationalhymne der Cookinseln. Sie wurde 1982 in der Verfassung zur offiziellen Nationalhymne bestimmt und ersetzte die bisherige neuseeländische Hymne God Defend New Zealand.
Die Musik stammt vom damaligen Premierminister Sir Thomas Davis (* 11. Juni 1917; † 26. Juli 2007), die Worte von seiner zweiten Frau Te Rito (* 1923; † Februar 1990), die als Pa Tepaeru des Hauses Ariki die höchste traditionelle Führerposition im Land innehatte.

## Text
Te Atua Mou E
Te Atua mou e
Ko koe rai te pu
O te pa enua e
Akarongo mai
I to matou nei reo
Te kapiki atu nei
Paruru mai
Ia matou nei
Omai te korona mou
Kia ngateitei
Kia vai rai te aroa
O te pa enua e
Die Übersetzung der in Maori geschriebenen Hymne lautet etwa:
Allmächtiger Gott, Herrscher der Inseln und der See, erhöre unseren Ruf. Beschütze uns und kröne uns mit Freiheit. Möge Frieden und Liebe die oberste Herrschaft im ganzen Land haben.